# Dan Smith (giocatore di poker)
Dan Smith (Manalapan, 23 febbraio 1989) è un giocatore di poker statunitense.

## Poker
La prima vincita, pari a $101,960, la ottiene nel 2007 all'Heartland Poker Tour Main Event al Turning Stone Resort & Casino di New York. La vincita più grande, invece, l'ha ottenuta nel 2014, quando vinse il Bellagio Super High Roller da $100,000 di buy-in, per $2,044,766.
Nel 2012 vince il torneo High-roller 100k Challenge dell'Aussie Millions per $1,012,000. Quindi, all'EPT Monte Carlo Series, in 5 giorni vince €520,980 in tre diversi tornei dal buy-in di €5000.
Nell'agosto dello stesso anno vince €962,925 arrivando primo nella nona stagione dell'EPT di Barcellona nel torneo €50,000 Super High Roller.
Ha inoltre all'attivo molteplici piazzamenti a premio alle WSOP.
Nel dicembre 2013 vince $1,161,135 al Doyle Brunson Five Diamond World Poker Classic del WPT.
Al 2015 le sue vincite nei tornei live superano i $9,894,272, di cui $1,419,650 grazie ai piazzamenti a premio alle WSOP.